# Mauzoleum Żydów Bojowników o Niepodległość Polski w Warszawie

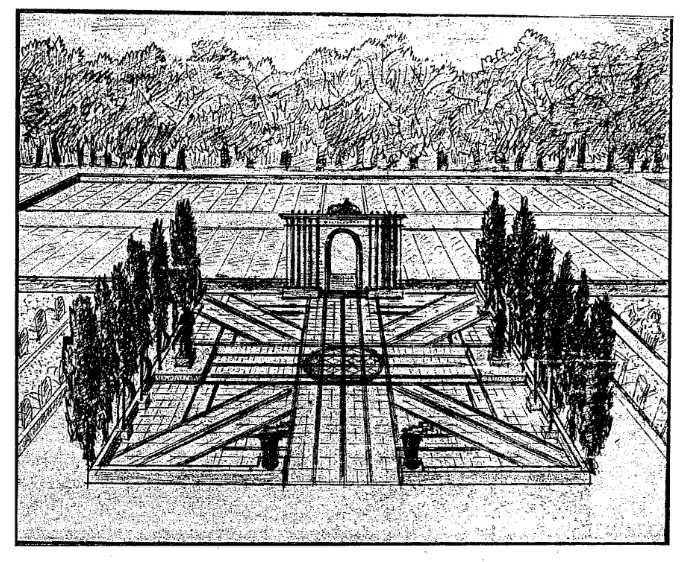
Pierwotny projekt Mauzoleum

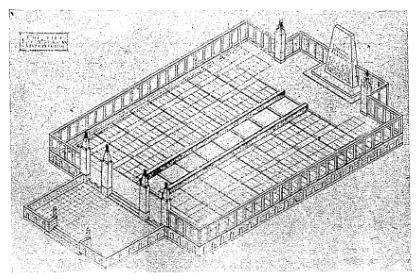
Projekt Mauzoleum przyjęty do realizacji

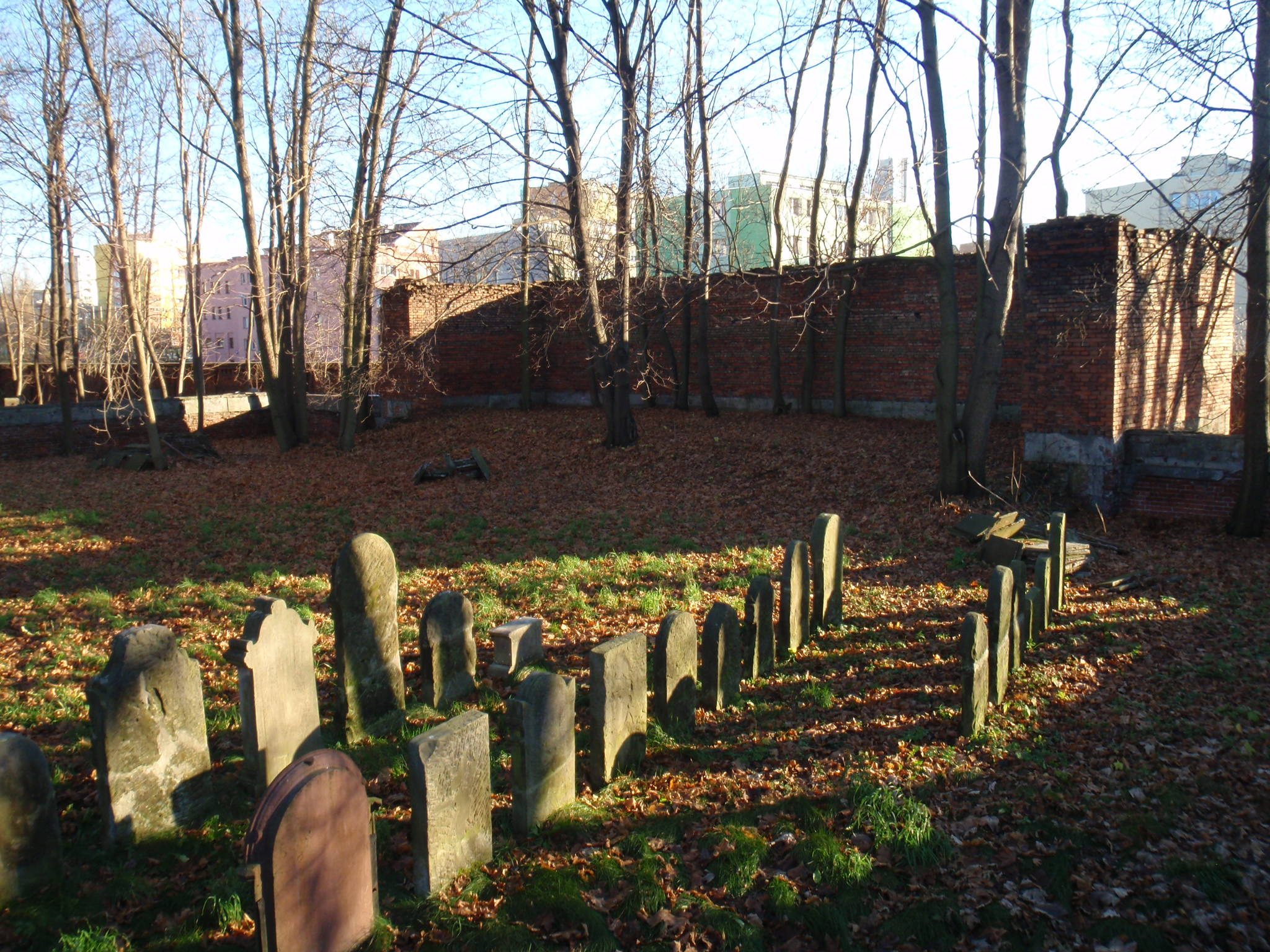
Widok ogólny Mauzoleum - stan w listopadzie 2010

Mauzoleum Żydów Bojowników o Niepodległość Polski w Warszawie – budowla w pierwszej kwaterze cmentarza żydowskiego na Woli w Warszawie, mająca stanowić upamiętnienie Żydów, którzy walczyli o niepodległość Polski. 

## Historia
Idea wzniesienia mauzoleum, w którym czczono by pamięć i chowano poległych i zmarłych żydowskich powstańców kościuszkowskich, żołnierzy napoleońskich, powstańców listopadowych, powstańców styczniowych, żołnierzy I wojny światowej i żołnierzy Wojska Polskiego walczących w wojnach z Rosją Sowiecką i innymi państwami po zakończeniu Wielkiej Wojny narodził się w 1938 we władzach warszawskiej gminy żydowskiej. Jako bezpośredniego pomysłodawcę wskazuje się Maurycego Mayzla, będącego wówczas przewodniczącym gminy żydowskiej. W pierwotnym zamyśle planowanego mauzoleum, którego autorstwo jest nieznane, w wyjątkowy sposób planowano uczcić pamięć Berka Joselewicza i Henryka Wohla. Ostatecznie komisja powołana przez przewodniczącego Mayzla wyłoniła Marcina Weinfelda jako projektanta mauzoleum. Przedstawił on projekt różniący się od wcześniejszych pomysłów, który jednak zyskał aprobatę władz gminy. Budowa rozpoczęła się w 1939. W celu wzniesienia mauzoleum usunięto nagrobki w najstarszej części cmentarza i złożono je na pryzmę, zaś w ich miejscu utworzono nasyp ziemny. Następnie rozpoczęto wznoszenie betonowo-ceglanej konstrukcji. Wybuch II wojny światowej przerwał prace, a po zakończeniu wojny do nich nie powrócono. W latach 90. XX wieku poustawiano pionowo ocalałe nagrobki pochodzące z początku XIX wieku i częstokroć bogato rzeźbione, w tym Natana Glücksberga. Na terenie zajętym przez nieukończoną konstrukcję nie odbywały się pochówki.

## Opis
Na początku 2019 rozpoczęły się prace, których celem było ukończenie budowy mauzoleum według przedwojennego projektu Weinfelda, którego adaptację wykonał architekt Witold Sztorc. Prace, finansowane przez Fundację Dziedzictwa Kulturowego przy wsparciu Fundacji PKO Banku Polskiego, zakończono do listopada 2019. Z terenu mauzoleum usunięto złożone tam wtórnie macewy, ale pozostawiono dwa nagrobki, które znajdowały się w swoich pierwotnych miejscach: rodziny Tytelmanów z XIX w. oraz adwokata i porucznika rezerwy Adama Markusa Lewińskiego, poległego w 1939 w walkach pod Mławą. Poza nimi w mauzoleum nie ma innych grobów. Teren wysypano kamieniami symbolizującymi pamięć. Ponad nim góruje pomnik z piaskowca ozdobiony płaskorzeźbą orła legionowego z Gwiazdą Dawida na tarczy.